# St Davids Head

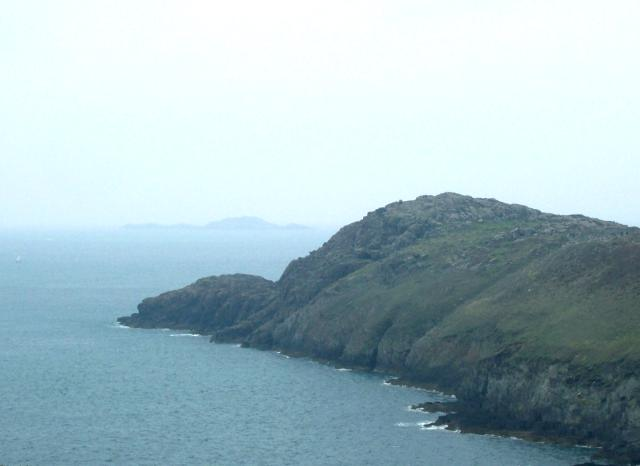
St Davids Head

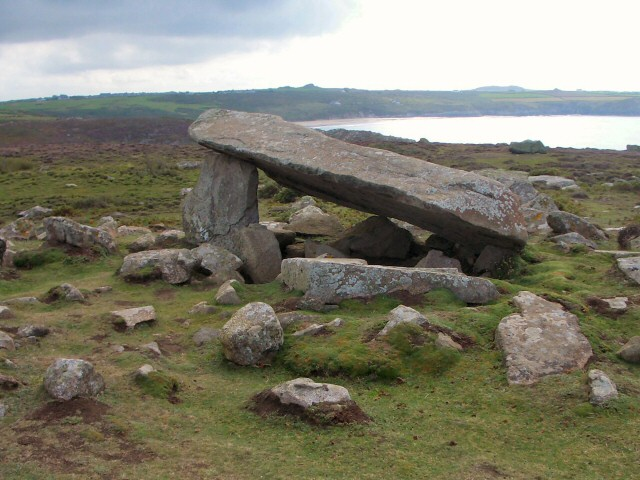
Burial Chamber

St Davids Head (wal. Penmaen Dewi) – przylądek w Walii, nad Kanałem Świętego Jerzego, najdalej na zachód wysunięty skrawek Walii. Rozdziela Morze Celtyckie i zatokę Cardigan.
Obszar przylądka jest pod ochroną, znajdują się tu, uważane za najstarsze w kraju, skały magmowe oraz liczne zabytki kamienne, świadczące o przedhistorycznym zamieszkiwaniu tych terenów przez ludzi.